# Crvena utvrda
Crvena utvrda  (hindski: लाल क़िला, urdu: لال قلعہ, Lal Qila) je kompleks utvrde Mogulskog vladara Šaha Džahana iz 16. stoljeća u Delhiju (Indija). Utvrda je služila kao kraljevska rezidencija mogulskih vladara sve do 1857. godine kada su Britanci protjerali posljednjeg vladara, Bahadur Šaha Zafara. Upisana na UNESCO-ov popis mjesta svjetske baštine u Aziji i Oceaniji 2007. godine.

## Povijest
Mogulski car Šah Džahan je započeo izgradnju masivne utvrde 1638. godine, a dovršena je 10 godina kasnije (1648.). Izgledom je Crvena utvrda reorganizirala i zadržala integritet starije utvrde Salimgarh (koju je izgradio Šeh Šah Suri 1546. god.), pored koje je izgrađena. Utvrda se nalazi uz rijeku Yamuna koja ispunjava opkope koji okružuju većinu njezinih zidina. Izvorno je nazvana Qila-i-Mubarak ("Blagoslovljena utvrda"), jer bila rezidencijom kraljevske obitelji, a kasnije je prozvana "Crvenom" zbog boje njezinih zidina od crvenog pješčenjaka. 
Crvena utvrda je bila žarište srednjovjekovnog grada Shahjahanabada (Stari Delhi), a njezin plan i estetika predstavljaju vrhunac kreativnosti Mogula koji su doživjeli vrhunac za vladavine cara Šaha Džahana. On je u nju preselio svoju prijestolnicu iz Agra kako bi veličao svoju vladavinu ambicioznim programom izgradnje. Kasnije značajne faze njezina razvoja bili su za vladavine Aurangzeba i kasnijih vladara. 
Dana 11. ožujka 1783. godine, Sikhi su nakratko ušli u Delhijsku Crvenu utvrdu i zauzeli Diwan-I-Am (Dvoranu za prijeme). Zadnji mogulski car koji je stanovao u utvrdi je bio Bahadur Šah II. "Zafar". Važne fizičke promjene su provedene nakon Indijske Pobune 1857. godine, nakon koje je postala vojnom britanskom utvrdom. Čak i nakon neovisnosti, značajan dio utvrde je ostao pod kontrolom indijske vojske do 2003. godine. 
Danas je Crvena utvrda jedna od najpopularnijih turističkih odredišta u Delhiju koja privlači tisuće posjetitelja svake godine. Utvrda je također i mjesto iz kojega se premijer Indije obraća naciji 15. kolovoza, za dan Indijske neovisnost od Britanaca.

## Odlike
Crvena utvrda ima vrlo visoku razinu umjetničkog oblikovanja i dekoracija, koje su sinteza perzijske, europske i indijske umjetnosti, a koji je rezultirao u razvoju jedinstvenog, tzv. "Šahdžahanskog stila" koji je vrlo bogat oblicima i bojama. Pored toga, Crvena utvrda u Delhiju je jedna od najvažnijih arhitektonskih kompleksa u Indiji, koji predstavlja dugo razdoblje indijske povijesti i umjetnosti. 
Zidovi utvrde glatko su obloženi crvenim pješčenjakom s ukrasnim reljefima, dok su gornji dijelovi jače artikulirali frizovima i izraženjim oblicima tornjeva i tornjića. Zidine su otvorene na dva glavna portala: Delhijska vrata i Vrata Lahorea. Vrata Lahorea su glavni ulaz koji vodi do duge pokrivene ulice bazara Chatta Chowk, čiji su zidovi obloženi postoljima za trgovine. Chatta Chowk vodi do velikog otvorenog prostora koji presjeca ulica u pravcu sjever-jug, koja je izvorno dijelila vojne funkciju utvrde na zapadu, i dio s palačom na njegovom istoku. Na južnom kraju ove ulice su Delhijska vrata.
U dvorištu se nalaze najvažnije građevine Crvene utvrde:
- Diwan-i-Kas je kvadratična dvorana za privatni prijem, potpuno obložen mramorom s velikim trijemom, i stupovima ukrašenim cvjetnim rezbarijama i inkrustacijama od poludragog kamenja. S njegove jedne strane nalaze se privatne prostorije cara, dok su s druge strane Kraljevska kupatila (hamam).
- Zapadno od hamama se nalazi džamija Moti Masjid ("Biserna džamija") koja je izgrađena 1659. godine kao privatna džamija cara Aurangzbega. Ona je mala četvrtasta građevina s tri kupole i trolučnim pročeljem koje se stubama spušta do dvorišta.
- Dva najjužnija paviljona u dvorištu su zenane, tj. "ženske odaje": Mumtaz Mahal (danas muzej) i veliki raskošni Rang Mahal koji je slavan po pozlaćenom svodu i mramornom bazenu.
- Hayat Bakhsh Bagh ("Živototvorni vrt") je veliki formalni vrt kojeg presjecaju dva ukrižana kanala. Na dvije strane ima po paviljon, a u njegovom središtu je posljednji mogulski vladar izgradio treći.
- Nahr-i-Behisht ("Rajski potok") je kontinuirani kanal s vodom koji povezuje privatne prostorije kraljevske obitelji iza prijestolja. On se opskrbljuje vodom iz rijeke Yamun kroz sjeveroistočni kutni toranj utvrde, Shah Burj ("Šahov toranj").
- Iza delhijskih vrata nalazi se još jedno dvorište s paviljonom Diwan-i-Aam koji je služio kao dvorana za javni prijem. Njegovi stupovi na trijemu su oslikani zlatom, a zlatna i srebrna pregrada je dijelila javni prostor od prijestolja u obliku ukrašenog balkona (jharokha).

- Ukrasni stupovi u utvrdi
- Moti Masjid
- Rang Mahal
- Rang Mahal iznutra
- Prijestolje u Diwan-i-Am-u

## Vanjske poveznice
- Red Fort, Delhi  Arhivirana inačica izvorne stranice od 16. lipnja 2008. (Wayback Machine) (engl.)
- Fotografije Crvene utvrde (Red Fort)
- Delhi Tourism Site (engl.)